# Kup Hrvatske u odbojci za žene
Kup Hrvatske u odbojci za žene se igra od 1991. godine. Od sezone 2018./19. kup nosi naziv "Kup Snježane Ušić".

## Pobjednici i drugoplasirani
| godina            | pobjednik                                  | drugoplasirani                                |
| Kup Hrvatske      | Kup Hrvatske                               | Kup Hrvatske                                  |
| ----------------- | ------------------------------------------ | --------------------------------------------- |
| 1991./92.         | Rijeka - Croatia                           | Mladost (Zagreb)                              |
| 1992./93.         | Mladost (Zagreb)                           | Rijeka - Croatia                              |
| 1994.             | Mladost (Zagreb)                           | Rijeka                                        |
| 1995.             | Mladost (Zagreb)                           | Rijeka                                        |
| 1996.             | Mladost (Zagreb)                           | Rijeka                                        |
| 1997.             | Dubrovnik                                  | Rijeka                                        |
| 1998.             | Dubrovnik                                  | Akademičar (Zagreb)                           |
| 1999.             | Rijeka - Kvarner osiguranje                | Kaštela - Kaštelanska rivijera (Kaštel Stari) |
| 2000.             | Rijeka - Kvarner osiguranje                | Kaštela - Kaštelanska rivijera (Kaštel Stari) |
| 2001.             | Rijeka - Kvarner banka                     | Vukovar                                       |
| 2002.             | Kaštela Dalmacijacement RMC (Kaštel Stari) | Mladost Pompea (Zagreb)                       |
| 2002./03.         | Mladost Lipovac (Zagreb)                   | Tifon Azena (Velika Gorica)                   |
| 2003.             | Tifon Azena (Velika Gorica)                | Mladost Lipovac (Zagreb)                      |
| 2004.             | Mladost Lipovac (Zagreb)                   | Kaštela Dalmacijacement (Kaštel Stari)        |
| 2005.             | Rijeka KWSO                                | Šibenik Freeport                              |
| 2006.             | Rijeka KWSO                                | Mladost (Zagreb)                              |
| 2007.             | Rijeka KVIG                                | Pivovara Osijek                               |
| 2008.             | Rijeka KVIG                                | Vukovar                                       |
| 2009.             | Rijeka CO                                  | Mladost (Zagreb)                              |
| 2010.             | Vukovar                                    | Rijeka CO                                     |
| 2011.             | Vukovar                                    | Rijeka CO                                     |
| 2012.             | Rijeka CO                                  | Azena Velika Gorica                           |
| 2013.             | Poreč                                      | Rovinj - Rovigno                              |
| 2014.             | Mladost (Zagreb)                           | Marina Kaštela (Kaštel Gomilica)              |
| 2015.             | Mladost (Zagreb)                           | Marina Kaštela (Kaštel Gomilica)              |
| 2016.             | Marina Kaštela (Kaštel Gomilica)           | Osijek                                        |
| 2017./18.         | Mladost Zagreb                             | Kaštela Cemex (Kaštel Stari)                  |
| Kup Snježane Ušić |                                            |                                               |
| 2018./19.         | Mladost Zagreb                             | Rijeka CO                                     |
| 2019./20.         | Mladost Zagreb                             | Kaštela (Kaštel Stari)                        |
| 2020./21.         | Mladost Zagreb                             | Rijeka CO                                     |
| 2021./22.         | Marina Kaštela (Kaštel Gomilica)           | Kaštela (Kaštel Stari)                        |
| 2022./23.         | Mladost Zagreb                             | Dinamo Zagreb                                 |
| 2023./24.         | Mladost Zagreb                             | Dinamo Zagreb                                 |
| 2024./25.         | Ribola Kaštela (Kaštel Stari)              | Mladost Zagreb                                |

## Unutarnje poveznice
- Superkup Hrvatske u odbojci za žene
- Kup Jugoslavije u odbojci za žene
- Superliga / 1.A hrvatska liga za žene
- Kup Hrvatske u odbojci za muškarce

## Vanjske poveznice
- Hrvatska odbojkaška udruga
- odbojka.hr  Arhivirana inačica izvorne stranice od 21. srpnja 2019. (Wayback Machine)
- hou.hr, arhiva natjecanja